# Grand Prix Rudy Dhaenens
Il Grand Prix Rudy Dhaenens era una corsa in linea di ciclismo su strada maschile che si svolse nella zona di Nevele, in Belgio, ogni anno nel mese di marzo.
La competizione omaggiava Rudy Dhaenens, campione del mondo nel 1990, deceduto in un incidente stradale nel 1998. Il Grand Prix, classificato inizialmente come evento del calendario nazionale, nel 2000 fu inserito nel calendario internazionale della UCI nella classe 1.4; fu promosso a classe 1.3 nel 2002 e a classe 1.1 nel 2005, quando fu inserito nel calendario del circuito continentale europeo. Negli ultimi anni in cui si disputò, il 2006 e il 2007, tornò ad essere un evento del solo calendario nazionale.

## Albo d'oro
Aggiornato all'edizione 2007.
| Anno | Vincitore             | Secondo         | Terzo               |
| ---- | --------------------- | --------------- | ------------------- |
| 1999 | Hendrik Van Dijck     | Rudi Kemna      | Franky De Buyst     |
| 2000 | Niko Eeckhout         | Wim Omloop      | Tom Desmet          |
| 2001 | Geert Omloop          | Kristof Trouvé  | Janek Tombak        |
| 2002 | Wesley Van Speybroeck | Gorik Gardeyn   | James Vanlandschoot |
| 2003 | Christophe Kern       | Anthony Geslin  | Stefan van Dijk     |
| 2004 | Geert Omloop          | Rudi Kemna      | Roger Hammond       |
| 2005 | Koen Barbé            | Thomas Dekker   | Jure Zrimsek        |
| 2006 | Filip Meirhaeghe      | Aart Vierhouten | Matthé Pronk        |
| 2007 | Jurgen François       | Ivo Bruin       | Paul Martens        |